# Josh Charles
Josh Charles (født 15. september 1971 i Baltimore, USA) er en amerikansk skuespiller. Han er kendt fra film som Døde poeters klub.